# Dreipunktelinie

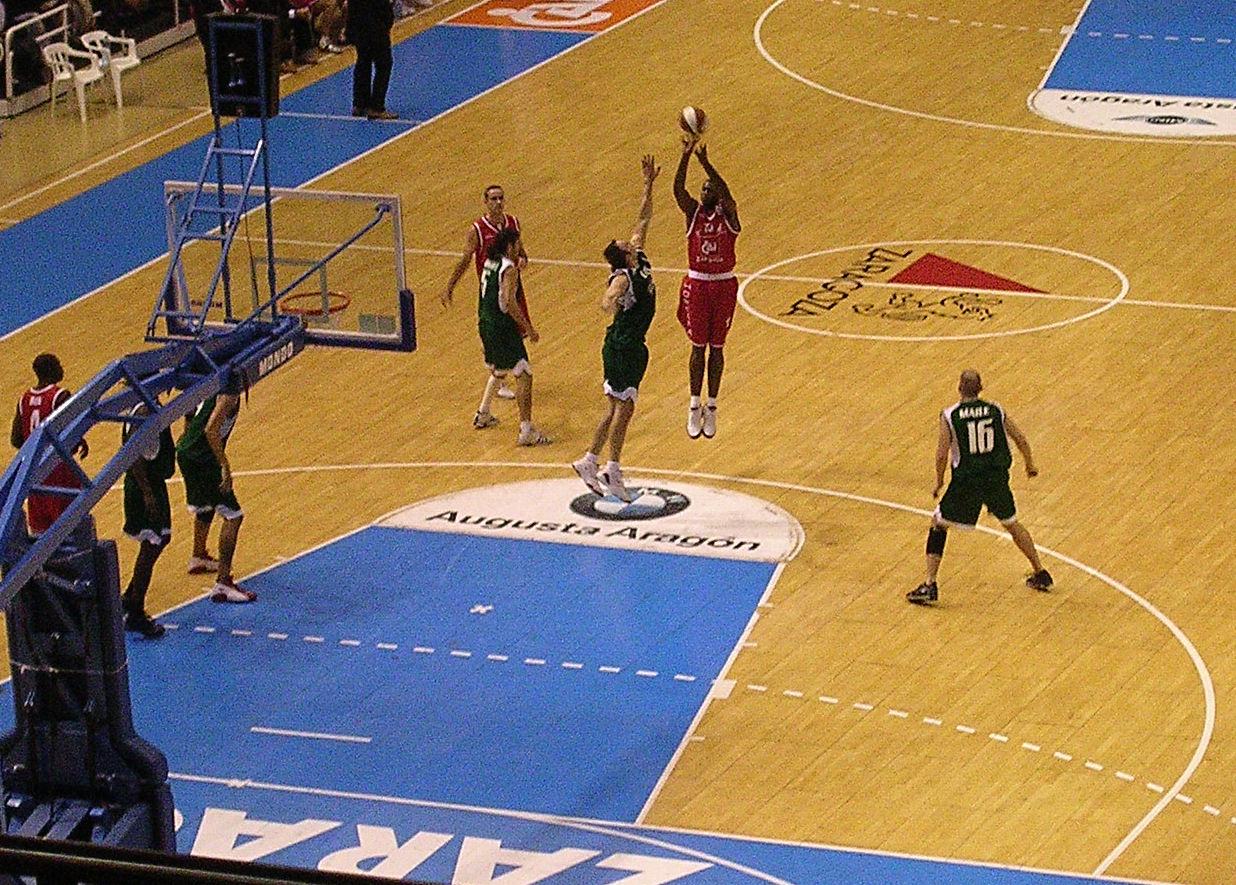
Ein Spieler beim Versuch, einen 3-Punkte-Feldkorb zu erzielen

Die Drei-Punkte-Linie (auch Dreierlinie) bezeichnet auf einem Basketballfeld diejenige Linie, hinter der sich ein Spieler bei einem Korbwurf befinden muss, wenn sein Treffer drei statt der üblichen zwei Punkte erzielen soll. 

## Geschichte
In den 1930er Jahren wurde der Vorschlag gemacht, die Würfe nach ihrer Entfernung zu bewerten. Aber erst im Jahr 1945 wurde dann das erste Mal in einem Spiel der National Collegiate Athletic Association die Drei-Punkte-Linie verwendet. Im Jahr 1968 wurde die Drei-Punkte-Linie von der ABA (American Basketball Association) bekannt gemacht. Erst am 12. Oktober 1979 übernahm die NBA die Drei-Punkte-Linie. Chris Ford traf dann den ersten Dreier in der NBA. 
Die FIBA führte sie im Jahr 1984 ein. Die Drei-Punkte-Linie wurde 1984 mit einem Maß von 6,25 m in das Reglement aufgenommen, um das Spiel weiter vom Korb weg zu bewegen. Vorbild dabei war eine Regeländerung in der NBA, bei der diese vorher eingeführt worden war.

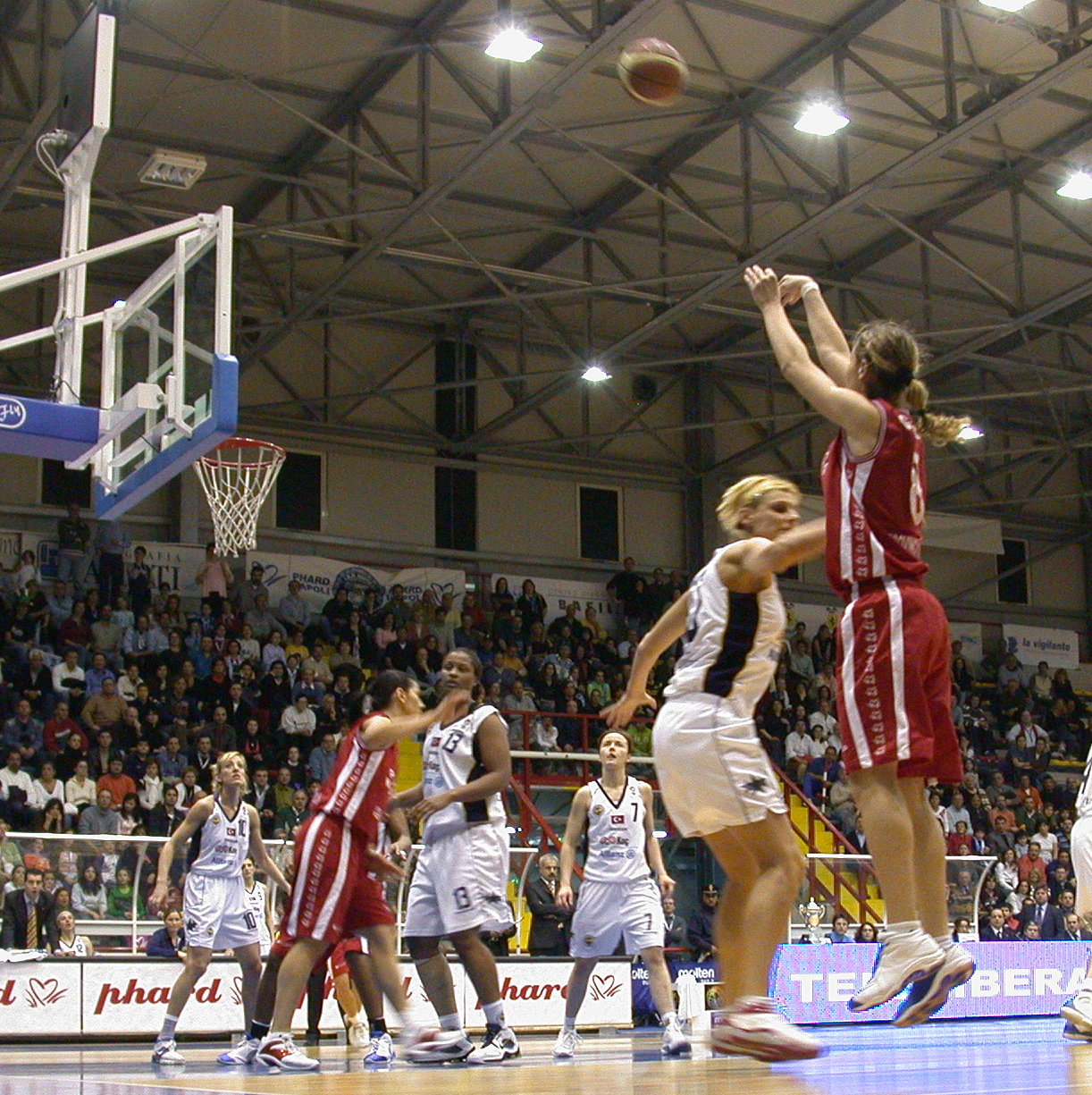
Sara Giauro wirft einen Drei-Punkte-Wurf im Finale des FIBA Europe Cup der Frauen 2007

## Regeln
Ein Spieler erzielt drei Punkte, wenn er beim Wurf hinter der Linie abwirft oder beim Wurf hinter der Linie abspringt. Nach dem Wurf darf er innerhalb der Linie landen. Berührt der Spieler beim Wurf oder beim Absprung die Drei-Punkte-Linie, dann zählt der Wurf nur 2 Punkte.
Wird ein Spieler gefoult, während er einen Korbwurf ausführt und sich hinter der Drei-Punkte-Linie aufhält, bekommt er, falls der Wurf erfolgreich war, einen Bonus-Freiwurf zugesprochen. Trifft er diesen Freiwurf erzielt er ein sogenanntes 4-Punkt-Spiel. Wenn der Wurfversuch nicht erfolgreich war, bekommt er drei Freiwürfe.
Wird Streetball auf einem Basketballfeld gespielt, gilt auch hier die Drei-Punkte-Linie. Dann zählt allerdings jeder Treffer, der durch einen Wurf erzielt wird, bei dem der werfende Spieler hinter ihr stand, zwei Punkte, anstatt nur einen, wie normalerweise beim Streetball.

## Maße

Drei-Punkte-Linien im FIBA-Spielfeld

Die Drei-Punkte-Linie wird folgendermaßen auf dem Spielfeld eingezeichnet:
Der Mittelpunkt des Korbes wird senkrecht auf das Spielfeld projiziert. Von diesem Punkt aus wird ein Halbkreis mit dem Radius 6,75 m gezogen (in der NBA 7,24 m). Die 6,75 m werden an der Außenkante der Linie gemessen. Die Linie wird auf Höhe der Freiwurflinie parallel zur Seitenlinie bis zur Endlinie gezogen.
Der Abstand zwischen Drei-Punkte-Linie und Korb ist in den Ligen unterschiedlich (genannt wird jeweils der Abstand frontal vor dem Korb).
Die verschiedenen Abstände sind:
- FIBA: 6,75 Meter (von 1984 bis 2010: 6,25 Meter)
- NBA: 7,24 Meter
- WNBA: 6,75 Meter
- NCAA:
  - Männer[1]: 6,75 Meter (Division I: seit 2019/20; Divisions II und III: seit 2020/21)
    - zuvor in Division I bis III: ab 2008/2009: 6,32 Meter; von 1986/87 bis 2007/2008: 6,02 Meter

  - Frauen: 6,75 Meter[2] (von 2011/12 bis 2020/21: 6,32 Meter; von 1987/88 bis 2010/11: 6,02 Meter)